# Physical (série télévisée)
Pour les articles homonymes, voir Physical.
Physical ou Physical : Briser ses chaînes au Québec, est une série télévisée américaine en trente épisodes d'environ 30 minutes créée par Annie Weisman, diffusée entre le 18 juin 2021 et le 27 septembre 2023 à l'international sur Apple TV+.

## Synopsis
Située dans les années 1980 à San Diego en Californie, l'intrigue suit le personnage Sheila Rubin, femme au foyer dépressive, qui retrouve peu à peu son énergie physique et mentale notamment grâce à l'aérobic.

## Distribution

### Acteurs principaux
- Rose Byrne (VF : Julie Cavanna) : Sheila Rubin
- Rory Scovel (VF : Damien Ferrette) : Danny Rubin
- Paul Sparks (VF : Pierre Tessier) : John Breem
- Della Saba (VF : Marie Tirmont) : Bunny (saisons 1 et 2, puis invitée)
- Lou Taylor Pucci (VF : Donald Reignoux) : Tyler (saisons 1 et 2, puis invité)
- Dierdre Friel (VF : Barbara Tissier) : Greta
- Geoffrey Arend (VF : Laurent Maurel) : Jerry (saison 1, puis invité)
- Ashley Liao (VF : Geneviève Doang) : Simone (saison 1)
- Zooey Deschanel (VF : Barbara Beretta) : Kelly Kilmartin (saison 3)
- José Zúñiga (VF : Enrique Carballido) : Carlos (saison 3)

### Acteurs secondaires
- Ian Gomez (VF : Jérôme Pauwels) : Ernie Hauser
- Erin Pineda (VF : Karine Letellier) : Maria Breem
- Grace Kelly Quigley (VF : Loïse Charpentier) : Maya Rubin
- Al Madrigal (VF : Thomas Roditi) : Jack Logan
- Wallace Langham (VF : Éric Aubrahn) : Auggie Cartwright (saison 2 ; invité saison 1)
- Murray Bartlett (VF : Sébastien Desjours) : Vincent « Vinnie » Green (saison 2)
- Mary Holland (VF : Victoria Grosbois) : Tanya Logan
- Ian Ousley puis Emjay Anthony (VF : Cédric Lemaire) : Zeke Breem
- Tamra Meskimen (VF : Annie Le Youdec) : Paige
- Blaine Gray : Mike Schmidt
- Anna Gunn (VF : Marjorie Frantz) : Marika Green (saison 2 ; invitée season 3)
- Tawny Newsome (VF : Fily Keita) : Wanda (saison 2)
- Donny Divanian (VF : Thomas Sagols) : Kevin Cartwright (saison 2)
- Jillian Armenante (VF : Déborah Perret) : Harriet (saison 3; invitée saison 2)
- Paloma Esparza Rabinov (VF : Lola Nédélian) : Fidelia (saison 3; invitée saison 2)
- Casey Wilson (VF : Marie-Eugénie Maréchal) : Deb (saison 3)

 Source et légende : version française (VF) sur RS Doublage et Doublage Séries Database

## Production

### Développement
En janvier 2020, il a été dévoilé qu'Apple TV+ aurait passé une commande de série intitulé Physical, créée et écrite par Annie Weisman, avec Tomorrow Studios comme studio de production.
En décembre suivant, il est annoncé que Craig Gillespie, Liza Johnson et Stephanie Laing seront les réalisateurs de la série, Craig Gillespie étant notamment prêt à diriger l'épisode pilote. 
On apprend par la suite que la première saison se composera de dix épisodes avec une durée d'une demi-heure en moyenne par épisode.
Le 4 août 2021, Apple TV+ a renouvelé la série pour une deuxième saison, le 5 avril 2022 il est annoncé que la seconde saison suivra le même format que la première soit dix épisodes de 30 minutes.
Le 11 août 2022, la série est renouvelée pour une troisième saison.

### Attribution des rôles
Dès janvier 2020, Rose Byrne fut la tête d'affiche de la série.
En décembre 2020, il a été annoncé que Rose Byrne jouait le rôle de Sheila Rubin, avec comme principaux partenaires Paul Sparks, Rory Scovel, Lou Taylor Pucci, Della Saba, Dierdre Friel et Ashley Liao rejoignant alors la distribution.
Geoffrey Arend a quant à lui rejoint la distribution en janvier 2021, et il fut annoncé en avril 2021 qu'Ian Gomez avait également rejoint la série,.
En janvier 2022, Murray Bartlett rejoit la série pour la seconde saison.
En octobre 2022, Zooey Deschanel rejoint la distribution pour la troisième saison.

### Tournage
Le tournage de la première saison a commencé en novembre 2020 et s'est terminé en mars 2021, tandis que la deuxième saison a commencé à tourner en novembre 2021 pour s'achever en mars suivant.

### Diffusion
La série devrait être diffusée dès le 18 juin 2021 sur Apple TV+ dans le monde entier, avec les trois premiers épisodes disponibles dès le premier jour, le reste de la saison sera diffusé au rythme d'un épisode par semaine, tous les vendredis.
Le 5 avril 2022, il est dévoilé que la seconde saison débutera le 3 juin suivant au rythme d'un épisode par semaine.

## Épisodes

### Première saison (2021)
Cette saison est composée de dix épisodes.
1. En avant, on se lance ! (Let's Do This Thing)
2. En avant, la politique ! (Let's Get Political)
3. En avant, les affaires ! (Let's Get Down To Business)
4. En avant, la fête ! (Let's Get This Party Started)
5. En avant, les embrouilles ! (Let's Agree to Disagree)
6. En avant, la vidéo ! (Let's Get It on Tape)
7. En avant, la tournée ! (Let's Take This Show on the Road)
8. En avant, en arrière ! (Let's Not and Say We Did)
9. En avant, la vérité ! (Let's Get This Party Started)
10. En avant ensemble ! (Let's Get Together)

### Deuxième saison (2022)
Le 4 août 2021, la série est renouvelée pour une deuxième saison, et a commencé sa diffusion le 3 juin 2022 au rythme d'un épisode par semaine.
1. Surtout, ne me désire pas ! (Don't You Want Me)
2. Surtout, n'arrête pas ! (Don't You Ever Stop)
3. Surtout, ne t'éloigne pas ! (Don't You Go Far)
4. Surtout sur rien ! (Don't You Know)
5. Surtout, ne regarde pas ! (Don't You Want to Watch)
6. Surtout, n'insiste pas ! (Don't You Have Enough)
7. Surtout, ne pas reproduire à la maison ! (Don't Try This at Home)
8. Surtout, ne pars pas te cacher ! (Don't You Run and Hide)
9. Surtout, ne fais pas d'efforts ! (Don't You Want to Get Better)
10. Surtout, ne dit pas que c'est fini ! (Don't You Say It's Over)

### Troisième saison (2023)
Le 11 août 2022, la série est renouvelée pour une troisième saison. Elle a été mise à ligne à partir du 2 août 2023.
1. Comme une nouvelle femme (Like a Whole New Woman)
2. Comme un chienne (Like a Bitch)
3. Comme le feu (Like It's on Fire)
4. Comme une fusée (Like a Rocket)
5. Comme une folle (Like Crazy)
6. Comme si c'était vrai (Like You Mean It)
7. Comme si personne regardait (Like No One's Watching)
8. Comme une petite souris (Like a Mouse)
9. Comme avant (Like We Never Left)
10. Comme une prière (Like a Prayer)